# 成美文化園

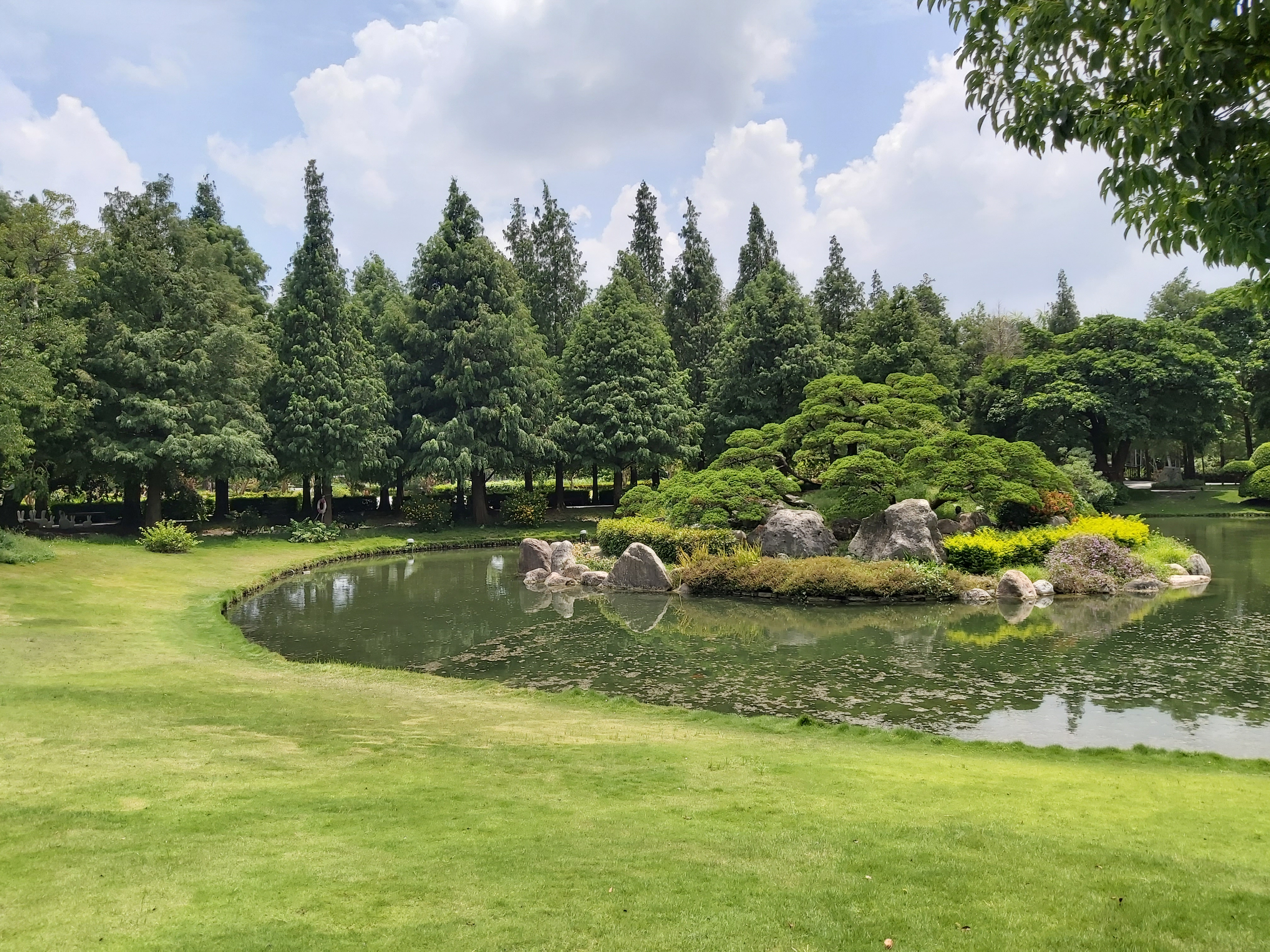
落羽松林

成美文化園（英語：Chengmei Cultural Park），又稱為「頂新文化園區」或「康師傅文化園區」，是位於彰化縣永靖鄉由頂新國際集團魏家規劃設置的私家園林，以魏家祖厝成美公堂為核心，全域占地16.5公頃（含祖庭園區則達30甲）、總投資金額達約新台幣60億元，由設計師姚仁祿、建築師郭俊沛等人規劃整體園區，園內包含頂新製油實業總部（成美藝廊）、和園、宗祠園區「鉅鹿堂」、八堡二圳水利河道旁800公尺落羽松步道；以及後期仍續規畫建置的兩座以上溫室、麵食博物館、度假園區和五星級飯店。

## 沿革

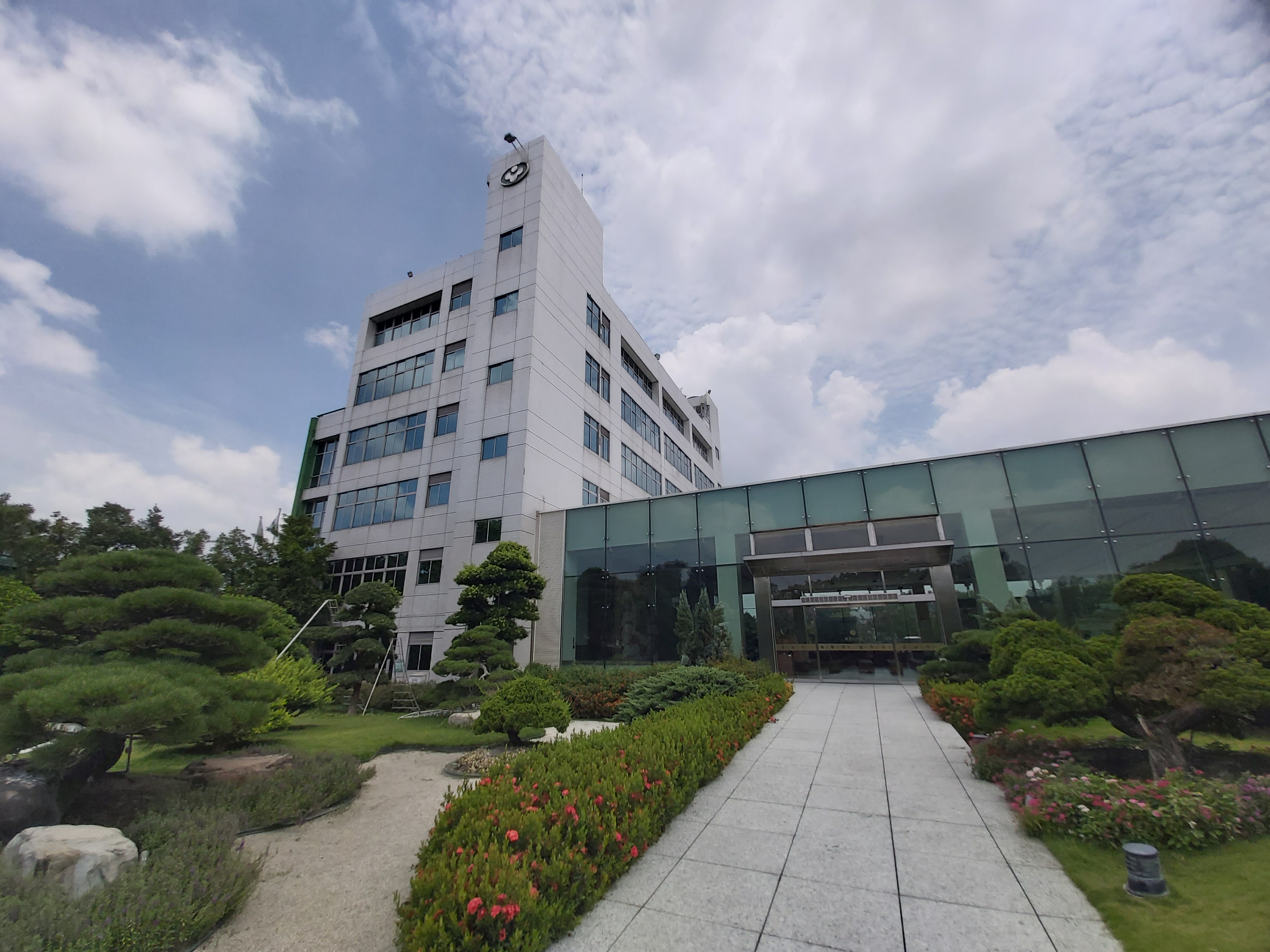
頂新和德文教基金會

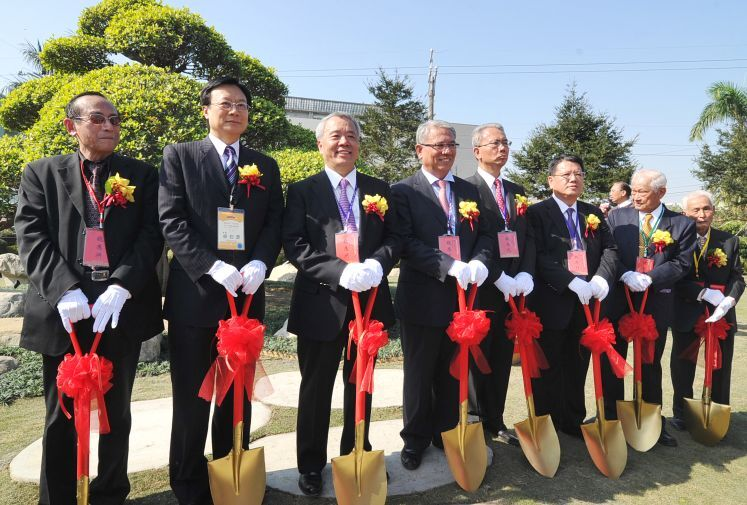
2012年12月，魏應州、魏應交、魏應充、魏應行出席園區開幕儀式

1980年，頂新魏家四兄弟有感於祖厝成美公堂日漸凋零而開始興起修復的構想，逐步爭取永靖魏氏八大房的宗親同意並陸續收購魏成美堂之土地所有權，至2004年成美公堂的地產已全部被魏家四兄弟買下。1997年，魏家兄弟以先父的名諱成立「頂新和德文教基金會」，隔年8月於頂新永靖大樓內成立「鄉民藝廊」。2005年，魏成美公堂開始修復後，周圍庭園陸續建置出天然畫框、白砂青松庭、枯山水景、瀑布、池庭等五大看點，以紀念魏家四兄弟先父魏和德的名義定名為「和德園」。2006年，成美公堂的全區測繪暨修復保存計畫告完成，於2008年獲登錄為歷史建築，同年設置建築實驗區，透過科學統計推估修復工時與費用，取修復工程中最難、最複雜的高低差部分搭設一座1：1比例的試作區，模擬所有傳統工法，而修復完工後實驗區被保留下來，更名為「傳習齋」，為目前園區內的建築教學區。2008年時值頂新集團立業50周年之際，於成美公堂南面修建祠堂「鉅鹿堂」以及在頂新大樓左側興建紀念魏氏兄弟母親魏謝如雪的庭園「如雪園」，因魏姓的堂號為「鉅鹿堂」，同時紀念先母。2010年，修復工程啟動，魏家邀請國寶級木作匠師陳天平、古蹟學者林會承等人主持修復，兩年後於2012年12月28日竣工舉行入火安座大典，魏氏宗親350人全員到齊參與，2013年以「百年常民生活博物館」的名義對外開放。2014年，「和德園」和「如雪園」重新整建為「和園」，整個成美文化園也整建為東、西兩部並設有兩個主要出入口，東園主要庭園造景有「幸福花園」、「千歲玉蘭花」、「滿日紅大道」、「紫幻許願藤」、「花好月圓」以及「播夢種子」；西園則包含漂浮傘街、落羽松秘境、鵲橋、成美公堂、和園、傳習齋和吉祥齋等設施，園內植有超過500棵樹，包含200餘株紫薇花，另有一株樹齡達550年的紫檀，鎮園之寶是一棵樹齡約220年的日本黑松，該黑松分出四支樹幹，象徵魏氏家族團結齊心、同氣連枝。
成美文化園於2012年始免費開放預約參訪，2019年改為讓訪客認購盆栽入園，2021年以後須購買門票才能入園參觀。

## 設施
- 成美公堂：始建於清光緒11年（1885年），起初是一條龍式竹筒屋，1917年修建成今日二進雙護龍格局，2005年進行修復工程為時七年。
- 傳習齋：成美公堂修復期間搭建的建築實驗區，現為建築教學區。
- 吉祥齋：公廁和販賣部。
- 和園：前身為紀念魏和德的「和德園」與魏謝如雪的「如雪園」，2013年起頂新魏家始整合園區北側土地著手翻新公園，於2014年整建為「和園」，園內種植許多松樹、柏樹，立有創辦人紀念亭與銅像。
- 頂新大樓：1958年魏和德創辦頂新製油實業於永靖，該大樓目前為該公司企業總部和「頂新和德文教基金會」會址，1998年8月起於大樓室內附設有「鄉民藝廊」，2018年更名為「成美藝廊」；入園的售票口和販賣部亦設於該建物旁一樓，官方名稱是「幸福大廳」。
- 幸福花園：即今東園區，設有各式庭園造景。
- 松柏軒景觀餐廳：園區附設餐廳，附設庭園為「松柏園」。
- 松緣會館：落成於2024年的桌菜、囍宴餐廳暨宴會廳。[8]
- 鉅鹿堂：永靖魏家祖庭祠堂，位於成美公堂南面，為魏氏宗親祭祖、聚會之地。

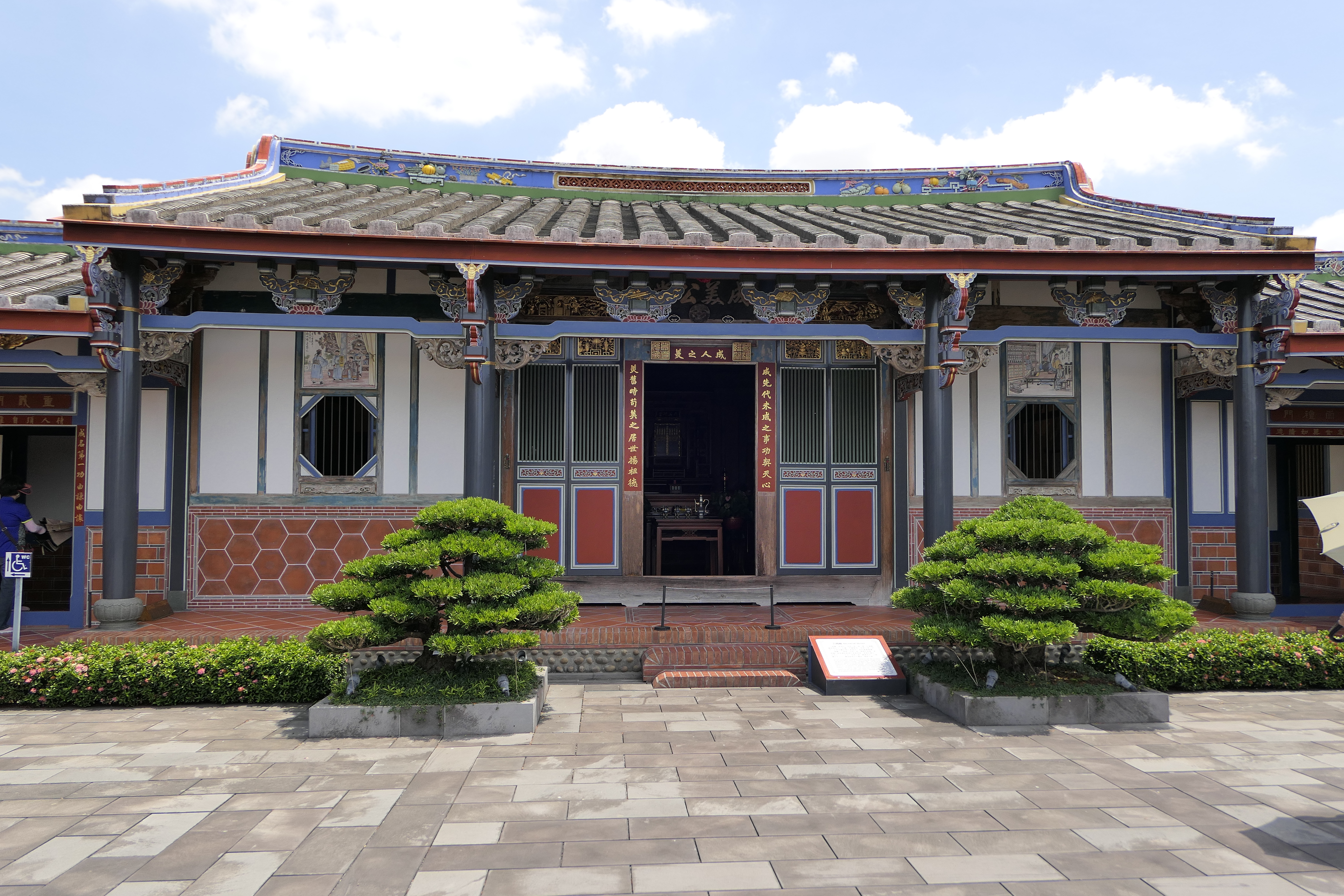
成美公堂
傳習齋
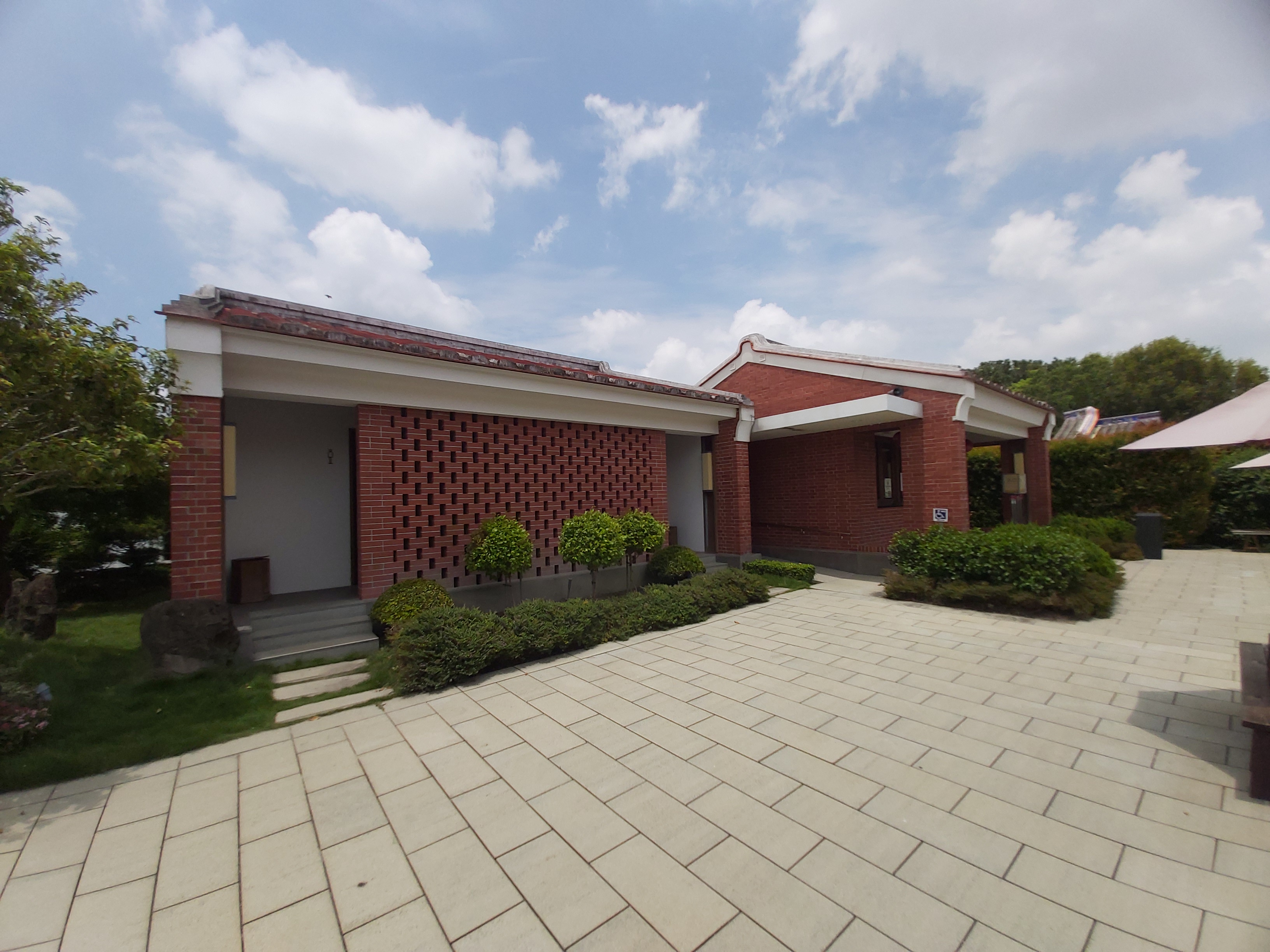
吉祥齋
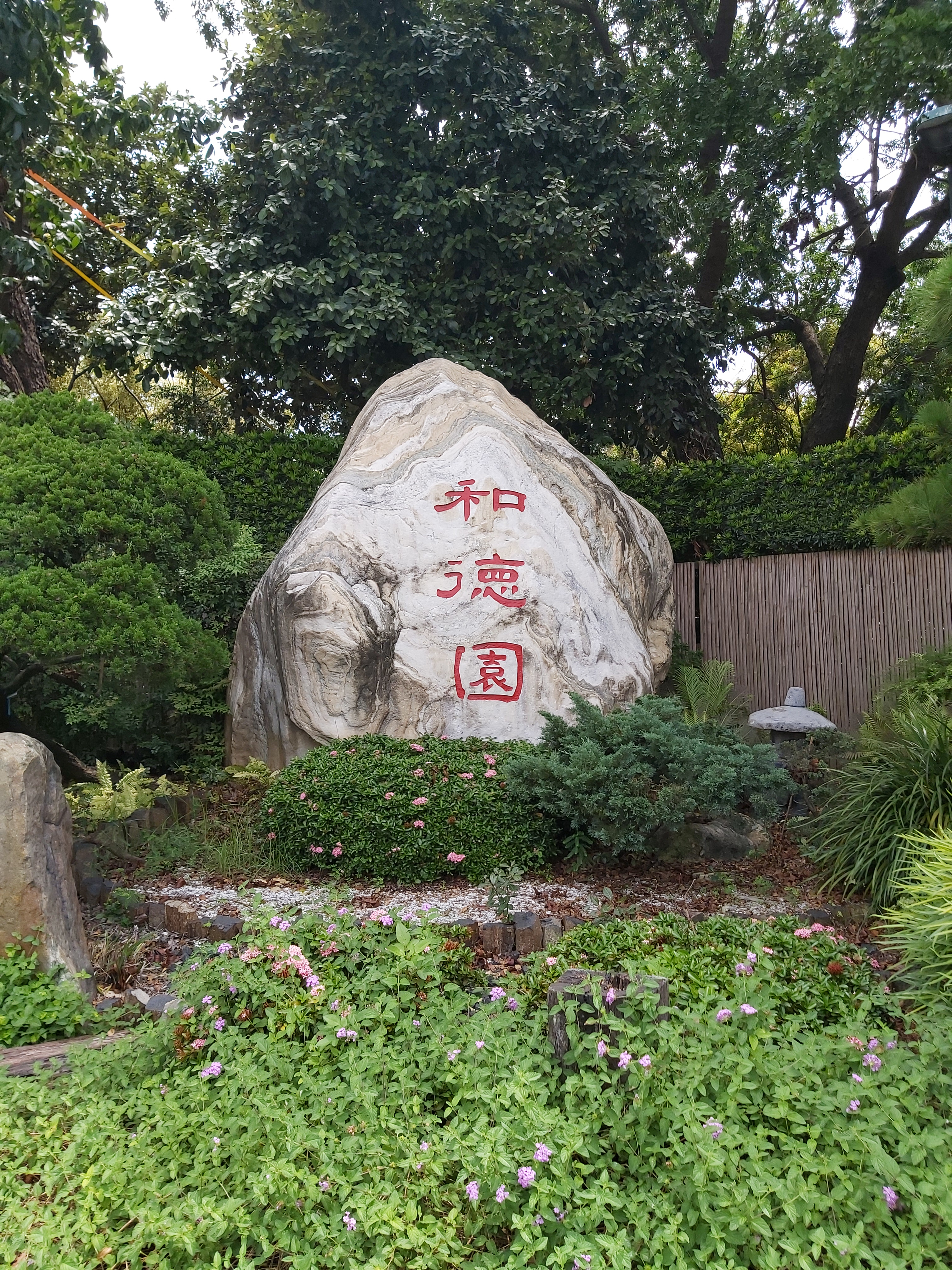
和德園
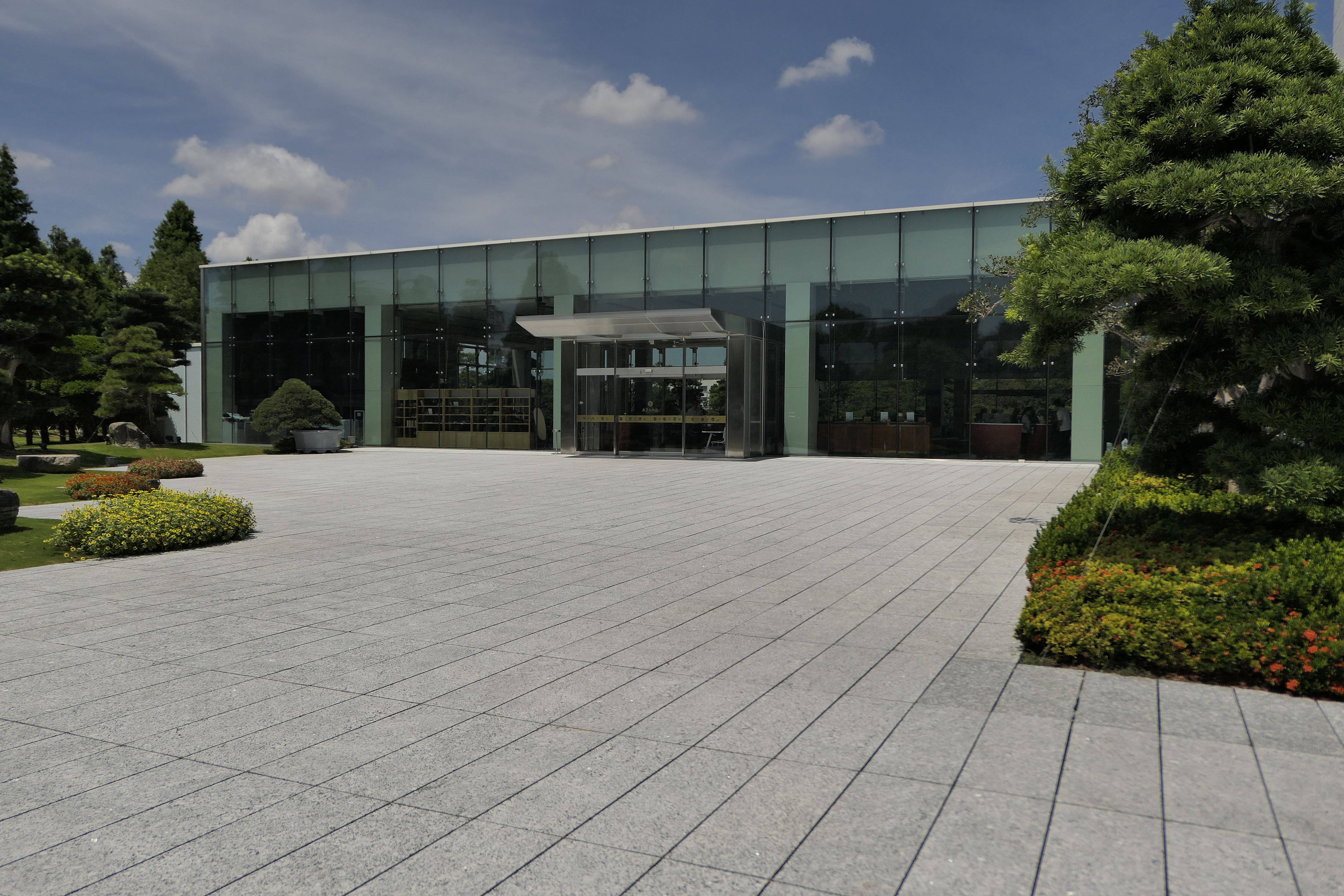
幸福大廳外觀
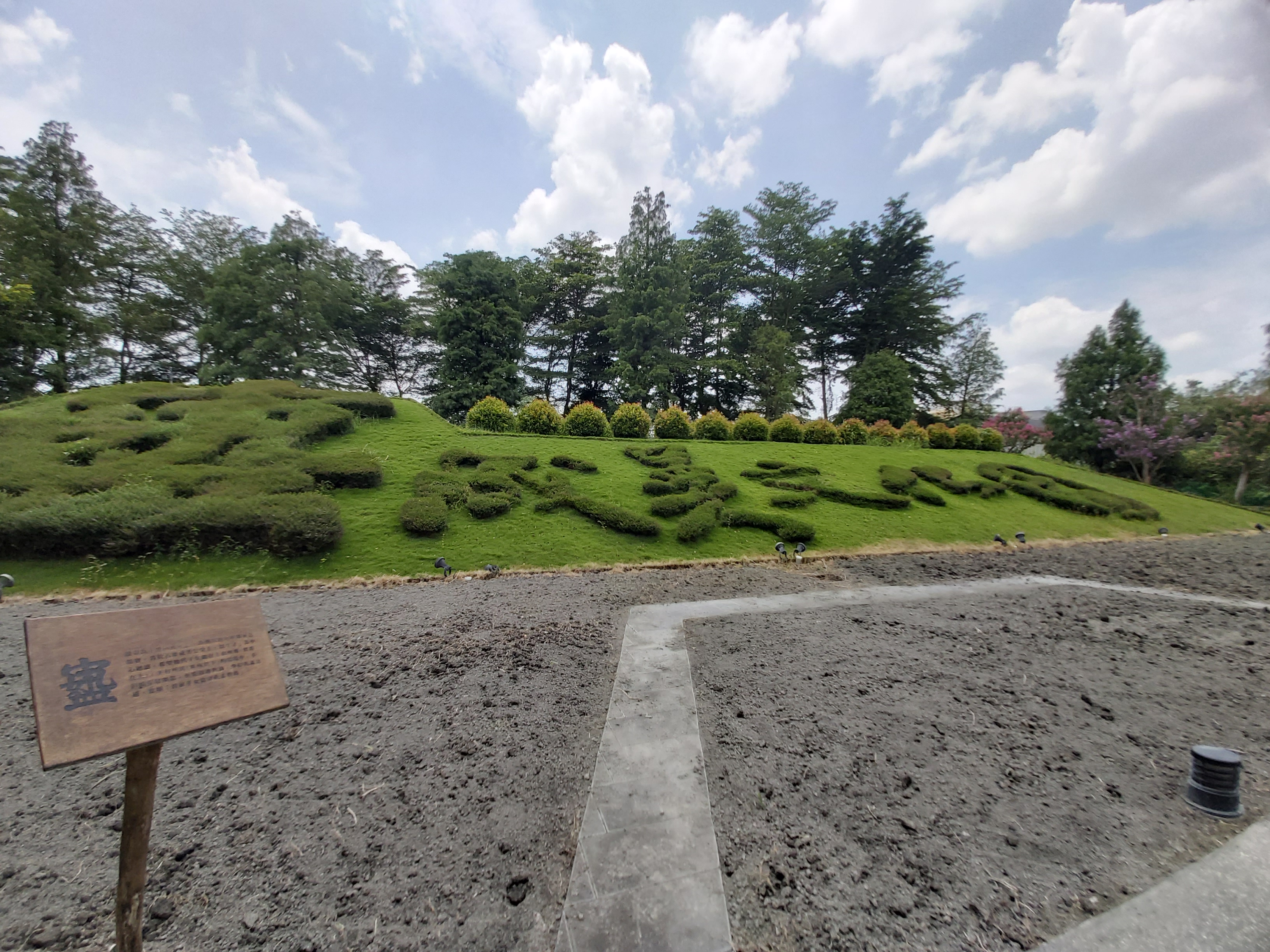
幸福花園
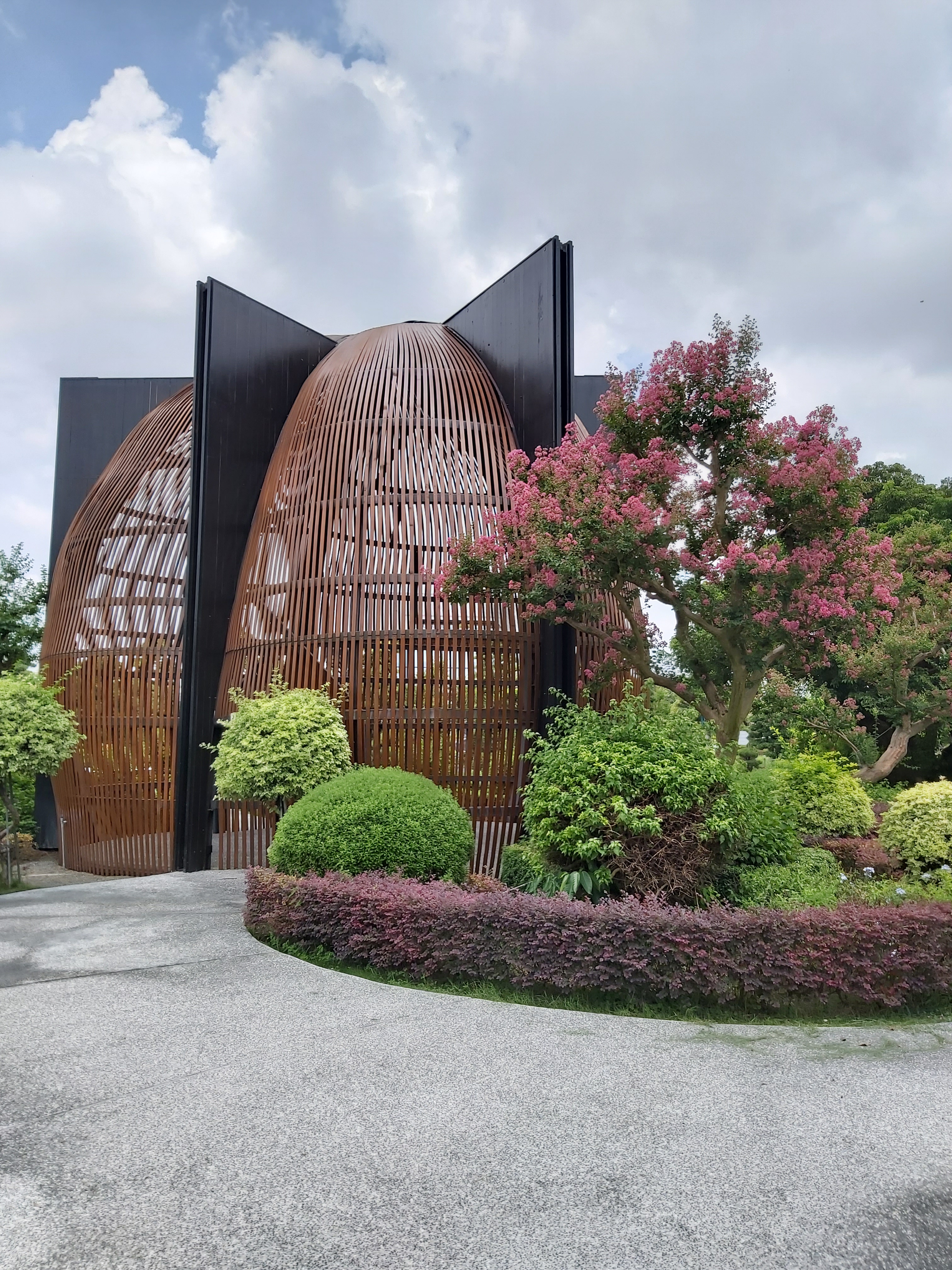
播夢種子
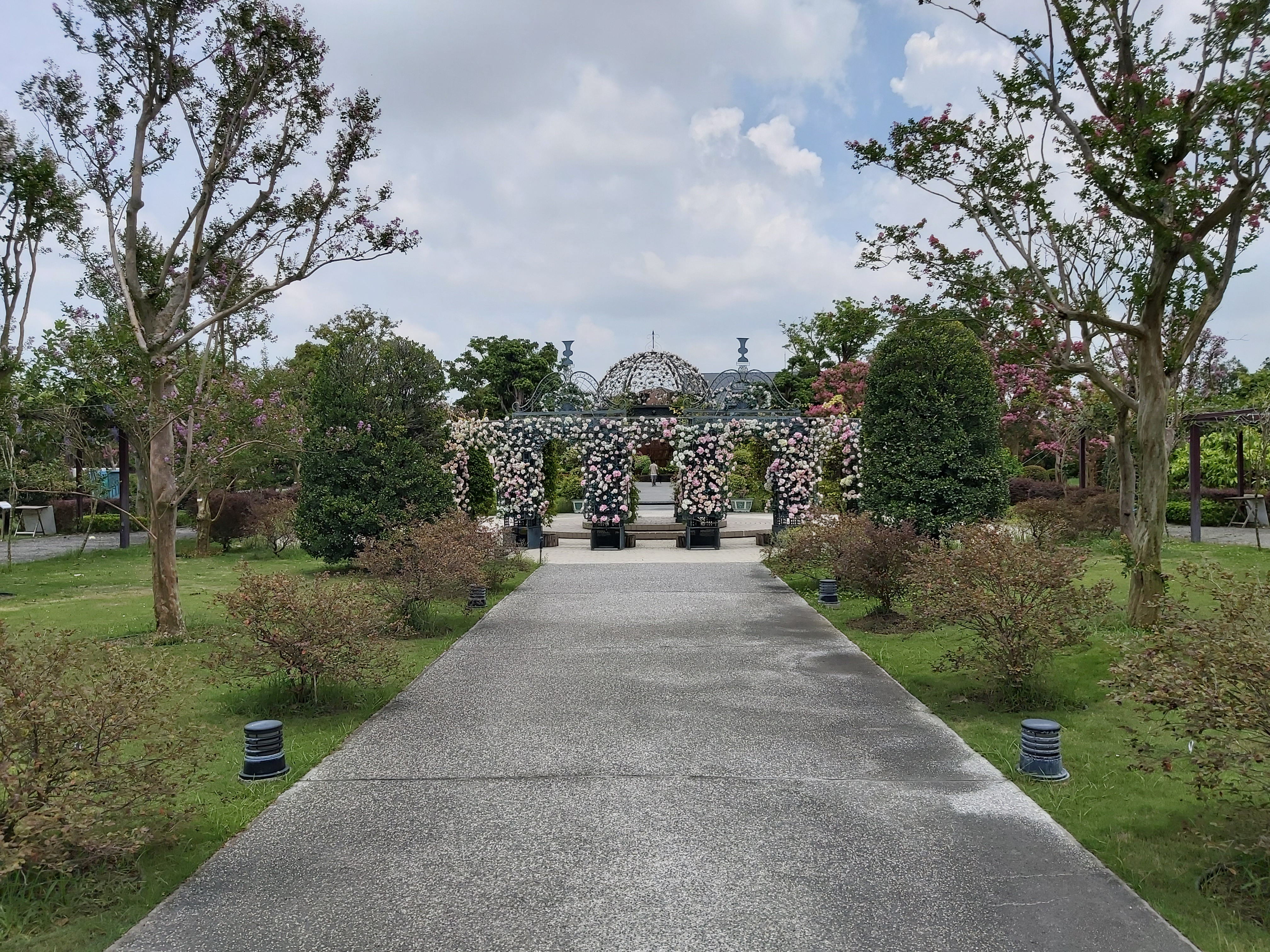
花好月圓
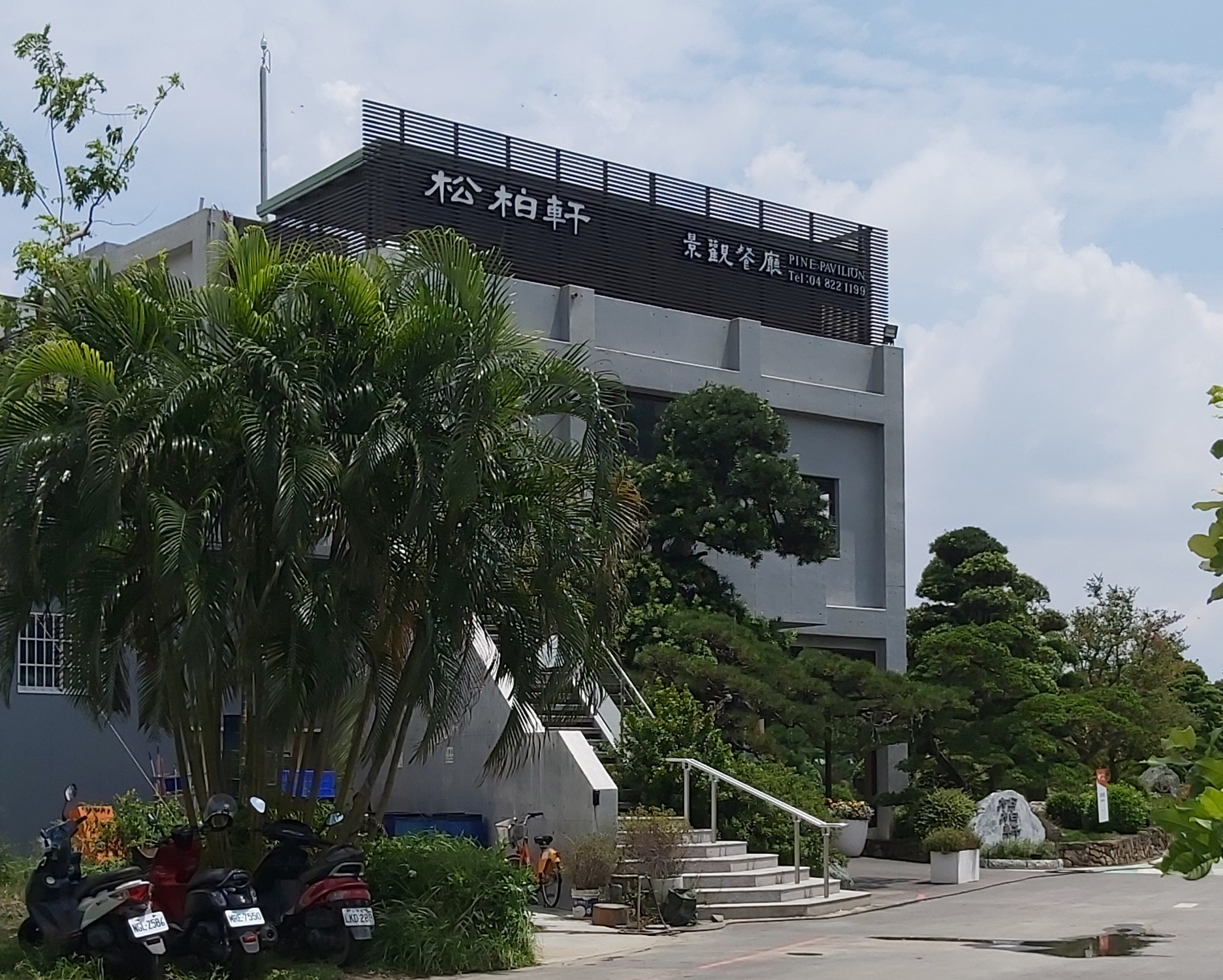
松柏軒景觀餐廳
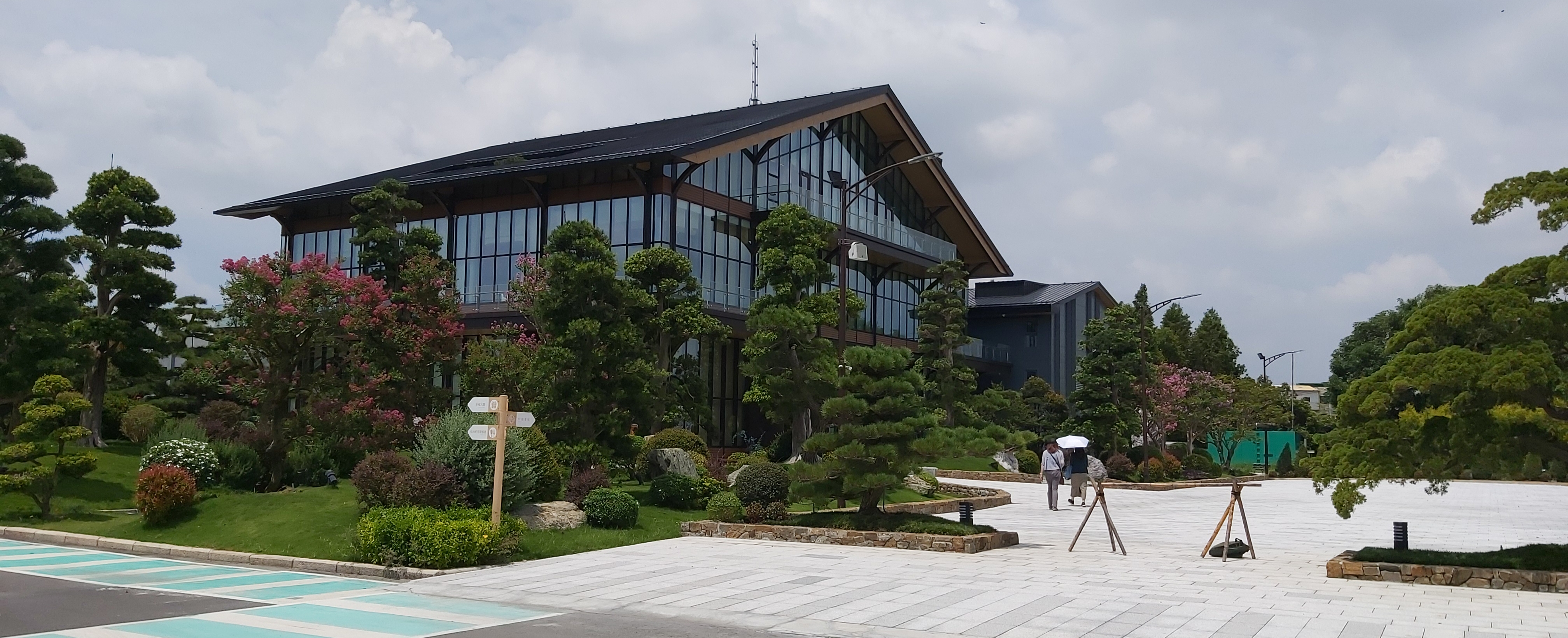
松緣會館

## 建設爭議
2013年11月底，商業周刊報導「永靖觀光產業園區」方案，引述1名耕地在「康師傅文化園區」計畫用地內的地主說詞；指出永靖鄉公所幫頂新集團圈地、喬土地。引起鄉長李詩焱與公所團隊不滿，認為無端遭到誣衊。名嘴徐嶔煌指出，2009年政府讓頂新魏家以臺灣存託憑證的方式拿走臺籍投資人170億回永靖建設「頂新和德文化」園區，當魏家想購置周邊土地時，鄰近永靖中山路一帶的地主因持有地段佳而不願賣出，於是頂新魏家改找上鄉公所和彰化縣府，希望政府以興建「文化園區」的名義採區段徵收的方式處理後再交給頂新魏家。此舉引起當地鄉親軒然大波，擔心頂新勾結公權力意圖強佔、徵收人民土地。在此同時，與頂新和德文化園區相鄰、位其東側達25公頃地的「永靖觀光產業園區」同由魏家主導，計畫興建飯店、百貨公司、購物中心和遊樂場等設施以提供陸客觀光服務。根據地方人士表示，該案曾召開兩次地主說明會，頂新魏家皆未出席，而是由時任永靖鄉長李詩焱代表魏家發言，初期魏家表示要比照市價的方式購買當地地主的土地，而後又改口要用租的，期限30年。在地主意願調查上寫著引發爭議的「是否有意願把土地以租借方式租給規畫團隊」、「是否有意願以土地現值轉換永靖觀光產業園區股份的方式擔任股東」項目，最後案子因近六成的地主不同意而擱置迄今。2013年12月，永靖鄉長李詩焱否認為頂新圈地，規畫此一方案的大葉大學城鄉中心執行長李俊憲也指出兩個園區是完全不同的方案，位置也不在一起；李詩焱亦表示公所推動的「永靖觀光產業園區」在2次說明會後，因未獲半數以上地主同意開發已暫緩推動，與頂新完全不相干。

## 外部連結
- 成美文化園官網 （页面存档备份，存于）
- 成美文化園的Facebook專頁
- 成美文化園的Instagram帳戶
- 台灣唯一公開的上億文化園區 （页面存档备份，存于）